# Rancho Viejo (Michoacán)
Rancho Viejo es una localidad del estado mexicano de Michoacán. Es parte del municipio de Susupuato.

## Demografía
| Gráfica de evolución demográfica |
|                                  |

| Censo | Población |
| ----- | --------- |
| 1930  | 208       |
| 1940  | 59        |
| 1950  | 44        |
| 1960  | 50        |
| 1970  | 740       |
| 1980  | 807       |
| 1990  | 928       |
| 2000  | 1466      |
| 2010  | 1521      |
| 2020  | 1871      |